# وينويك (تشيشير)
وينويك (بالإنجليزية: Winwick, Cheshire)‏ هي قرية و أبرشية مدنية تقع في المملكة المتحدة في إنجلترا.  يقدر عدد سكانها بـ 4,366 نسمة .